# Jegorjevsk

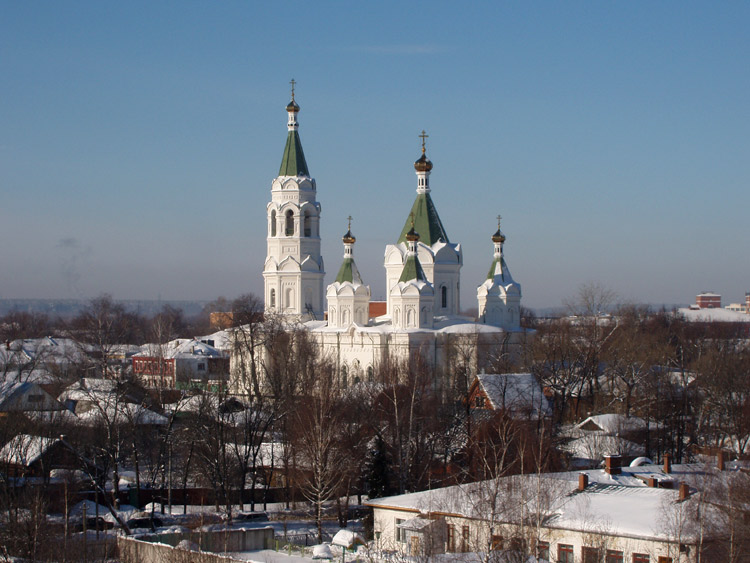
Vy över Jegorjevsk.

Jegorjevsk (ryska: Его́рьевск) är en stad i Moskva oblast i Ryssland. Folkmängden uppgick till 71 285 invånare i början av 2015.